# Phonipara
Phonipara is een monotypisch geslacht van zangvogels uit de familie Thraupidae (tangaren):
- Phonipara canora  – Kleine cubavink